# Dolbina mindanaensis
Dolbina mindanaensis là một loài bướm đêm thuộc họ Sphingidae. Loài này có ở Philippines.